# Oděv
Oděv (někde též oblek, oblečení, oblékání, odívání, šat, ošacení, šaty apod.) je označení pro výrobek nebo sadu výrobků z přírodních a umělých textilií, kůže a dalších materiálů, které lidé používají k ochraně a okrase těla. Oděv doplňuje obuv.

## Historie
Podle nálezu v Gruzii v jeskyni Dzudzuana na úpatí Kavkazu přibližně v době, kdy do této oblasti migrovali moderní lidé z Afriky, lidé znali len a vyráběli z něho tkaninu. Bylo to v období mladého paleolitu, resp. před 36 000 lety. Mikroskopická vlákna divokého lnu byla nalezena ve vrstvách radiokarbonu. Několik z více než 1000 nalezených vláken lnu je zbarveno černě, šedě, tyrkysově a růžově, takže je možné, že byla obarvena lidmi. Také na Moravě na paleolitickém nalezišti Dolní Věstonice a Pavlov (25 000 až 27 000 let) byly na hrudkách z vypalované hlíny nalezeny otisky textilie. Jim Adovasio, který zkoumal paleoindiánské tkaniny dochované na západě USA a v Chile, rozlišil na otiscích několik typů vazeb.

## Účel
Oděv lidem slouží především jako:
- ochrana těla před klimatickými vlivy a počasím
- ochrana těla před jinými tepelnými vlivy a mechanickými vlivy
- zakrytí nahoty
- vyjádření příslušnosti k určité sociální nebo profesní skupině (např. kroj, uniforma, dres)
- přizpůsobení se zvyku v souvislosti s určitou situací nebo událostí (dress code)
- odznak společenského postavení
- okrasa (móda)
- hygienický doplněk

## Výčet druhů dámského oblečení
Denní
spodní
- body
- crop top
- kalhotky
- kombiné
- košilka
- podprsenka
- ponožky
- punčochy, punčocháče
- tílko
- top

svrchní
- blůzka, halenka
- bunda, větrovka
- kabát (havelock, kaban, pelerína, pončo, raglán, redingot), plášť, kožich
- kalhoty, džíny, šortky
- kostým
- legíny
- mikina
- overal
- pláštěnka
- pončo
- pulovr
- rolák
- sako
- sukně, kalhotová sukně, minisukně
- svetr
- šaty, svatební šaty, večerní šaty
- tričko
- tunika
- vesta

Doplňky
- baret
- čepec
- čepice, kšiltovka
- klobouk, slaměný klobouk, toka
- nákrčník
- opasek
- rukavice
- rukávník
- šál
- šála
- šátek
- šle

Noční
- noční košile
- pyžamo
- overal na spaní

Pracovní
- plášť
- montérky
- zástěra
- jiný pracovní oděv

Sportovní
- dres
- legíny
- plavky
- sportovní podprsenka
- tepláky, tepláková souprava

BOTY – bačkory, baletní piškoty, běžecké tretry, botasky, crocs, cvičky, dámské lodičky, dřeváky, důchodky, galoše, holínky, jarmilky, kecky, kopačky, kozačky, mejšle, mokasíny, pantofle, pohorky, polobotky, sandály, tenisky, topánky, žabky; viz též boty, obuv

## Výčet druhů pánského oblečení
Denní

spodní 
- ponožky
- podkolenky
- slipy
- trenýrky
- trenkoslipy
- boxerky
- spodky (podvlékačky)
- tílko

svrchní
- blejzr
- blůza
- bunda, větrovka
- frak
- kabát (havelock, kaban, pelerína, pončo, raglán, redingot), plášť, kožich
- kalhoty, šortky, džíny
- košile
- mikina
- oblek
- pulovr
- rolák
- sako
- smoking
- svetr
- tričko
- vesta
- žaket

Doplňky
- buřinka
- cylindr
- čepice, kšiltovka
- klobouk, slaměný klobouk
- kravata
- motýlek
- nákrčník
- plastrón
- rukavice
- opasek
- šál
- šála
- šle

Noční
- noční košile
- pyžamo

Pracovní
- montérky
- zástěra
- jiný pracovní oděv

Sportovní
- dres
- legíny
- plavky
- tepláky, tepláková souprava

BOTY – bačkory, baletní piškoty, běžecké tretry, botasky, crocs, dřeváky, důchodky, galoše, holínky, kecky, kopačky, kozačky, mejšle, mokasíny, pantofle, pohorky, polobotky, sandály, tenisky, topánky, žabky; viz též boty, obuv

## Velikosti
Existuje několik systémů označování velikosti oblečení a obuvi, například evropský, britský, americký, japonský, mexický atd. Jde buď o číselné označení, nebo označení v kategoriích XXS až 5XL. Označení pánských, dámských a dětských velikostí se obvykle liší. V Evropě je více či méně uznávána standardizace normou EN 13402.

## Výroba oděvů
Obchodní obrat celosvětové výroby oděvů obnášel v roce 2012  1,3 biliony €, z toho:
| Druh oděvu | svrchní | kalhoty | dětské | polokošile | košile a halenky | spodní prádlo | šaty | džíny | ponožky | ostatní |
| %          | 30      | 12      | 11     | 10         | 10               | 10            | 7    | 7     | 2       | 1       |